# Jan Tachezzi
Jan Tachezzi (1763 Praha – 31. července 1828) byl český římskokatolický duchovní a kanovník Katedrální kapituly u sv. Štěpána v Litoměřicích v letech 1808–1828.

## Život
Jazykovědec a věrný přítel Josefa Jungmanna, který se s ním radil v důležitých věcech. Na kněze byl vysvěcený v roce 1788. V roce 1808 se stal kanovníkem a v roce 1813 infulovaným kanovníkem seniorem litoměřické kapituly. Působil v Litoměřicích, kde vyučoval v kněžském semináři (alumnátě) orientálním jazykům – arabštině a chaldejštině. Stal se konzistorním asserorem (přísedícím), biskupským notářem a byl jmenován diecézním školním inspektorem. Jako jazykovědec zabývající se češtinou neušel pozornosti rakouských státních orgánů prosazujících germanizaci. V litoměřické kapitule zvlášť proti němu a skupince bolzanistů vystupovali kanovníci Antonín Hirnle a František Piller, kteří se stavěli proti obrozenectví. V poslední vůli Tachezzi odkázal seminární knihovně asi 400 děl německých, latinských a českých.